# Diomus myrmidon
Diomus myrmidon är en skalbaggsart som först beskrevs av Étienne Mulsant 1850.  Diomus myrmidon ingår i släktet Diomus och familjen nyckelpigor. Inga underarter finns listade i Catalogue of Life.